# Xenó (militar selèucida)
Xenó (en llatí Xenon, en grec antic Ξένων) fou un militar grec al servei d'Antíoc III el Gran que va viure al segle III aC.
El sobirà selèucida el va enviar, juntament amb el general Teodot Hemioli, amb un exèrcit, contra el sàtrapa rebel Moló de Mèdia. Van atacar la capital de Moló però davant de l'avenç d'aquest, van decidir refugiar-se dins dels murs de la ciutat, segons diu Polibi.